# Zündapp

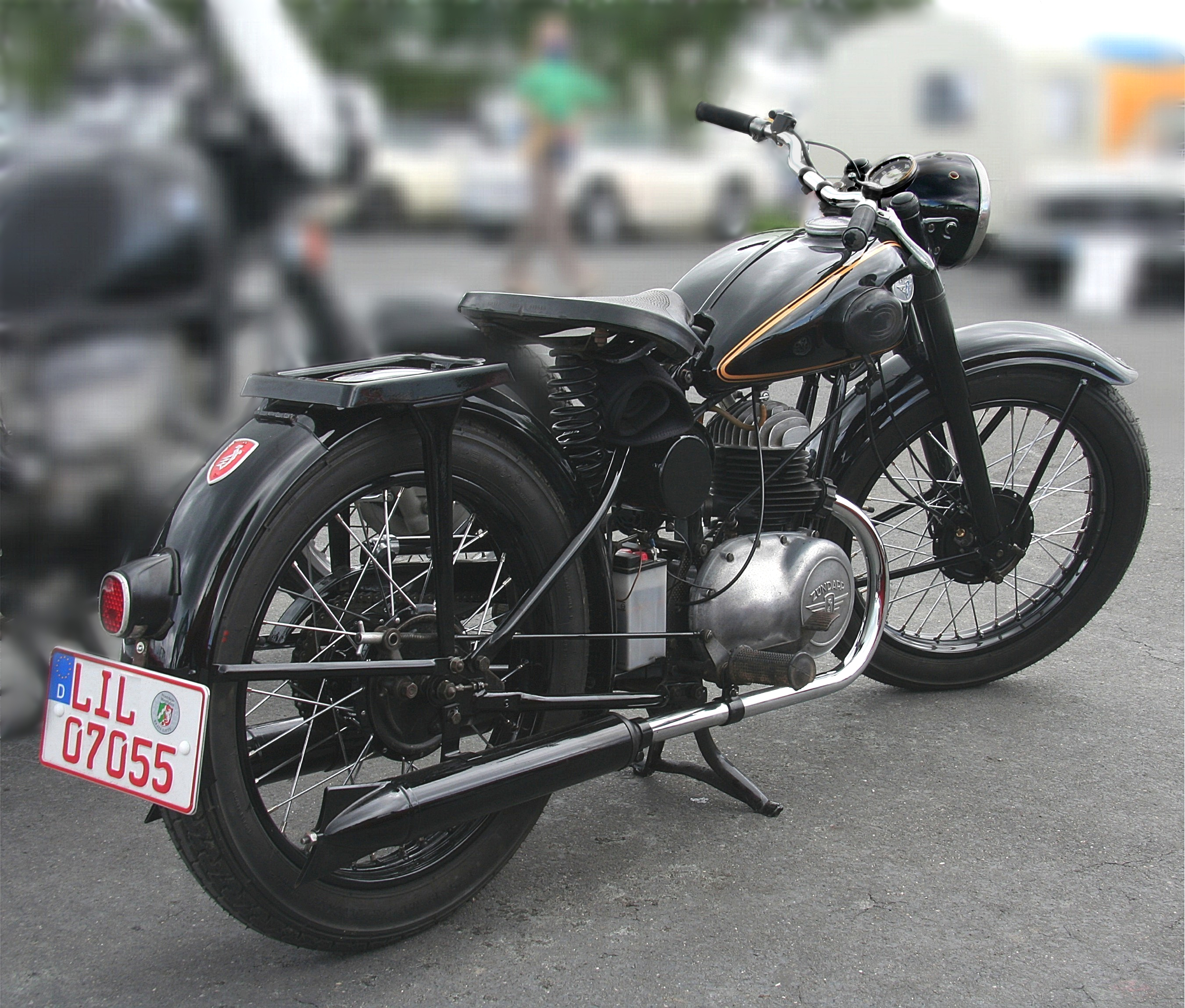
Modelo DB201, fabricado em 1951.

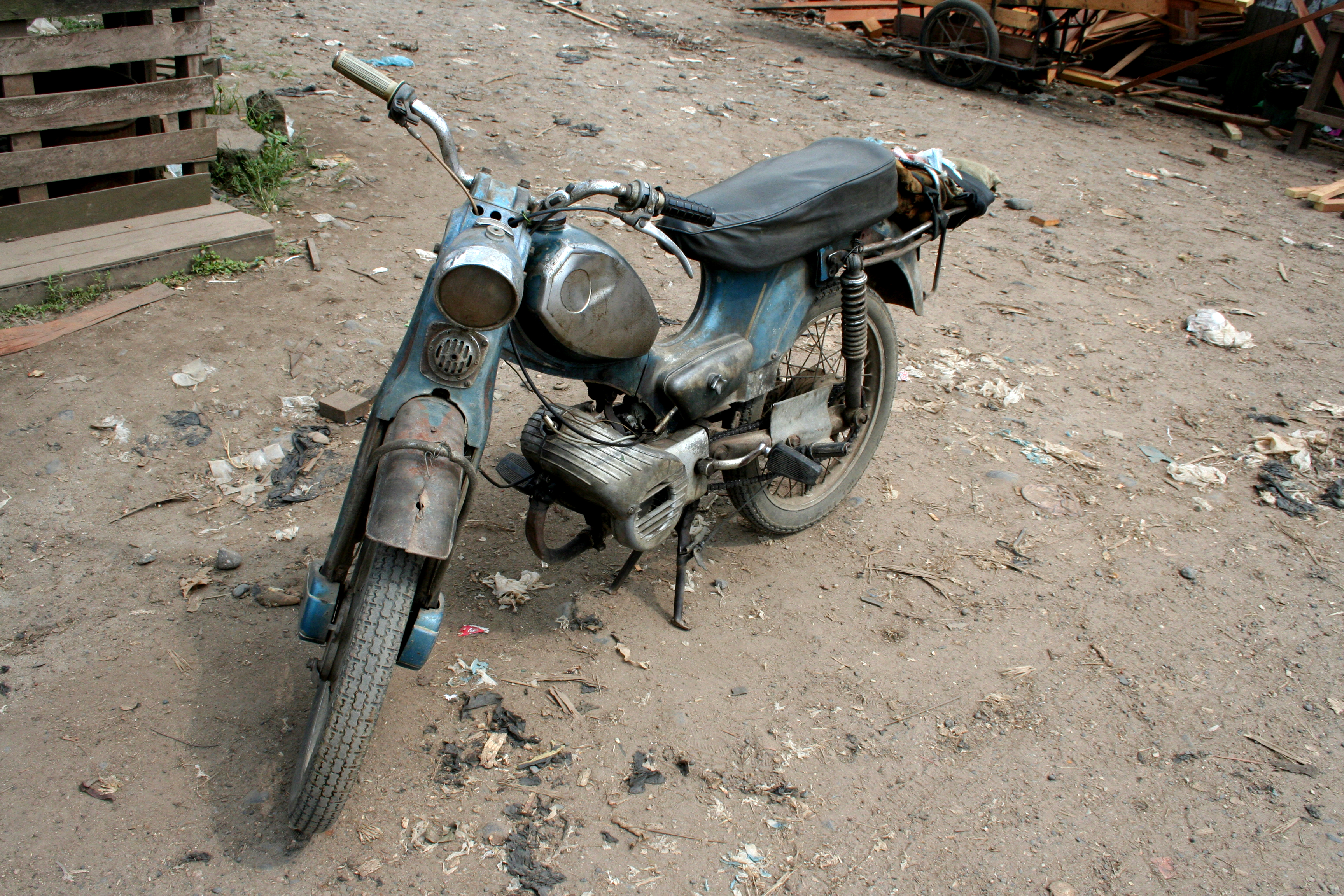
Modelo utilizado no Camarões em 2007.

A Zünder- und Apparatebaugesellschaft (última denominação: Zündapp-Werke GmbH) foi uma empresa alemã fundada por Fritz Neumeyer em Nuremberga, em 1917. 
A Zündapp foi uma das maiores fabricantes de motociclos da Alemanha no período de 1917 a 1984.
Os motores produzidos por esta empresa foram muito importantes para o fabrico das motorizadas da emblemática fábrica portuguesa FAMEL.